# 劉寿 (後漢)
劉 寿（劉 壽、りゅう じゅ、生年不詳 - 120年）は、後漢の皇族。済北恵王。

## 経歴
章帝と申貴人のあいだの子として生まれた。90年（永元2年）5月丙辰、済北王に封じられ、泰山郡を分割して済北国とした。兄の和帝は章帝のやりかたを踏襲して、兄弟たちをみな京師洛陽にとどめ、官僚たちが諸王の赴任を求めても許そうとしなかった。和帝が死去すると、劉寿は済北国に赴任した。120年（元初7年）3月丁酉、劉寿は死去した。諡は恵といった。

## 子女
- 済北節王劉登（後嗣）
- 少帝劉懿
- 楽成王劉萇
- 済北釐王劉安国

## 伝記資料
- 『後漢書』巻55 列伝第45